# Jean Fiolle
Jean Fiolle, né le 9 octobre 1884 à Estagel (Pyrénées-Orientales) et décédé le 24 décembre 1955 à Marseille, est un chirurgien qui s'illustre notamment pour ses soins aux blessés durant la première guerre mondiale. Il est aussi écrivain, auteur de réflexions et de romans sur la vie et le métier de chirurgien.

## Biographie
Jean Gustave Fiolle, né le 9 octobre 1884 à Estagel est le fils d'Edmond Fiolle (1852-), médecin et de Marie Victoire Jeanne Girard (1861-). Il a un frère cadet, Paul Fiolle, né en 1887.
Il effectue ses études secondaires au lycée d'Avignon. Il entre à l'École de médecine de Marseille : reçu externe en 1902 et interne en 1904. Il passe sa thèse de médecine à Lyon en 1909.
Mobilisé en 1914, il est affecté à l'autochir n°21 sous le commandement de Pierre Duval, où il se lie d'amitié avec Georges Duhamel. En juillet 1916, lors de la bataille de la Somme, son jeune frère Paul Fiolle (1887-1916), chirurgien lui aussi avec qui il a publié ses premiers romans, est tué en portant secours en première ligne. Jean, qui se trouve également dans la Somme, va chercher le corps de son frère au volant d'un camion de munitions pour le ramener à l'arrière et le faire inhumer au cimetière de Villers-Bretonneux.
En 1920, il est chirurgien des hôpitaux de Marseille.  En 1928, il est chef de service à l'Hôpital de la Conception et professeur de clinique chirurgicale en 1932.
Il est élu président du congrès national de chirurgie de 1948 (de l'Académie nationale de Chirurgie).
En 1952, son service est transféré au nouvel hôpital de la Timone. Il meurt l'année de sa retraite en 1955.

## Travaux

### Chirurgie
Ses travaux portent sur la chirurgie vasculaire, notamment en temps de guerre,.
- Découverte des vaisseaux profonds par des voies d'accès larges, Paris, Masson, 1918, en collaboration avec Jean Delmas (1882-1966). Une innovation chirurgicale qui simplifie la chirurgie de guerre.

Il propose un traitement audacieux des infections graves des membres par Injection intra-artérielle d'antiseptiques.
En 1932, il signale Les incidences heureuses de la maladie opératoire, recueil de conséquences fortuites et heureuses déclenchées par un geste chirurgical.
En 1938, il décrit les embolies artérielles manquées (dont on a manqué le diagnostic précoce).

### Réflexions philosophiques
D'une vaste culture, Jean Fiolle  écrit trois ouvrages de réflexions, où il dénonce les excès d'un esprit pseudo-scientifique qui détruit les avancées des grands esprits isolés :
- Essai sur la chirurgie moderne, 1919, réédité en 2017 chez Hachette-Bnf.
- Scientisme et science, Paris, Mercure de France, 1936, 237 p.
- La crise de l'humanisme, Paris, Mercure de France, 1937, 224 p.

Selon lui, le scientisme militant contre la métaphysique et la religion est voué à l'échec ; l'humanisme n'est pas de tout savoir, mais de tout comprendre.
Ainsi qu'un livre de souvenirs :
- Journal intime d'un chirurgien, Paris, Amiot-Dumont, 1956, 356 p.

Où il considère que « le jugement personnel faisait de la chirurgie un art, aujourd'hui remplacé par une conscience standard ».

### Romans
En 1951, il publie son seul et unique roman policier dans la collection Le Masque.
- Des millions pour un navet, Paris, Librairie des Champs-Élysées, Le Masque no 632, 1951, où le personnage principal est un chirurgien.

D'autres romans sont des peintures pittoresques du milieu médical :
- Les Patibulaires, mœurs médicales, en collaboration avec Paul Fiolle, 1911. L'ouvrage est nommé au Goncourt 1913, mais il décrit des figures médicales ressemblant à ses propres maîtres en médecine qui se reconnaissent. Le roman aussitôt retiré des librairies, est désormais introuvable[3].
- Les Oudinot, en collaboration avec Paul Fiolle, 1912
- Les Captifs, en collaboration avec Paul Fiolle, 1913
- Hommes au bistouri, Paris, Segep, 1951, 356 p.
- Courtois la chance chirurgien, Paris, Segep, 1953.

Parutions posthumes :
- L’Aube tragique de l’Anesthésie, Denoël, 1957, écrit avec sa fille Monique, ouvrage historique retraçant les débuts de l'anesthésie générale.
- Jérôme Foucard, chirurgien errant, Denoël, 1958. Roman historique retraçant la vie d'un chirurgien provençal du XVIe siècle.

Jean Fiolle s'intéressait aussi au dessin, à la peinture et à la sculpture, en étant inspiré par la Renaissance.

## Honneurs et distinctions
- Chevalier de la Légion d'honneur, décret du 28 décembre 1928[4]
- Officier de la Légion d'honneur
- Croix de guerre 1914–1918
- Officier d'académie, arrêté du 13 juillet 1914[5]
- Officier de l'Instruction publique, arrêté du 22 août 1922[6]
- membre de l'Académie de chirurgie ;
- membre de l'Académie de médecine.

Dans le 6e arrondissement de Marseille, une rue porte son nom, ainsi qu'une école primaire située dans cette même rue.